# كريستيان أوقست فريدريش جارك
كريستيان أوقست فريدريش جارك (بالألمانية: Christian August Friedrich Garcke)‏ (و. 1819 – 1904 م) هو عالم نبات، وصيدلي من الاتحاد الألماني .
توفي في برلين .